# Groupe basque au Congrès des députés
Le groupe parlementaire basque (EAJ-PNV) (en espagnol, grupo parlamentario vasco (EAJ-PNV)) est un groupe parlementaire espagnol constitué au Congrès des députés, chambre basse des Cortes Generales.

## Historique

### Constitution
Le groupe parlementaire basque (EAJ-PNV) est un groupe parlementaire présent depuis le retour de la démocratie en 1977. Il est créé pour la première fois le 24 octobre 1977 pour la législature constituante sous la dénomination de groupe parlementaire basque (PNV) (en espagnol, grupo parlamentario Vasco (PNV)).

### Effectifs
| Législature  | Années                 | Représentation | Porte-parole          |
| ------------ | ---------------------- | -------------- | --------------------- |
| Constituante | juill. 1977-janv. 1979 | 8 / 350        | Marcos Vizcaya Retana |
| Ire          | mars 1979-août 1982    | 7 / 350        | Marcos Vizcaya Retana |
| IIe          | nov. 1982-avr. 1986    | 8 / 350        | Marcos Vizcaya Retana |
| IIIe         | juill. 1986-sept. 1989 | 6 / 350        | Iñaki Anasagasti      |
| IVe          | nov. 1989-avr. 1993    | 5 / 350        | Iñaki Anasagasti      |
| Ve           | juin 1993-janv. 1996   | 5 / 350        | Iñaki Anasagasti      |
| VIe          | mars 1996-janv. 2000   | 5 / 350        | Iñaki Anasagasti      |
| VIIe         | avr. 2000-janv. 2004   | 7 / 350        | Iñaki Anasagasti      |
| VIIIe        | avr. 2004-janv. 2008   | 7 / 350        | Josu Erkoreka         |
| IXe          | avr. 2008-sept. 2011   | 6 / 350        | Josu Erkoreka         |
| Xe           | déc. 2011-oct. 2015    | 5 / 350        | Aitor Esteban         |
| XIe          | janv. 2016-mai 2016    | 6 / 350        | Aitor Esteban         |
| XIIe         | juill. 2016-mars 2019  | 5 / 350        | Aitor Esteban         |
| XIIIe        | mai 2019-sept. 2019    | 6 / 350        | Aitor Esteban         |
| XIVe         | déc. 2019-mai 2023     | 6 / 350        | Aitor Esteban         |
| XVe          | Depuis août 2023       | 5 / 350        | Aitor Esteban         |
| XVe          | Depuis août 2023       | 5 / 350        | Maribel Vaquero       |

### Porte-parole
| Début      | Fin         | Porte-parole          |
| ---------- | ----------- | --------------------- |
| 24/10/1977 | 21/06/1986  | Marcos Vizcaya Retana |
| 22/06/1986 | 14/03/2004  | Iñaki Anasagasti      |
| 02/04/2004 | 17/12/2012  | Josu Erkoreka         |
| 18/12/2012 | 01/04/2025  | Aitor Esteban         |
| 01/04/2025 | en fonction | Maribel Vaquero       |